# Grande Romênia

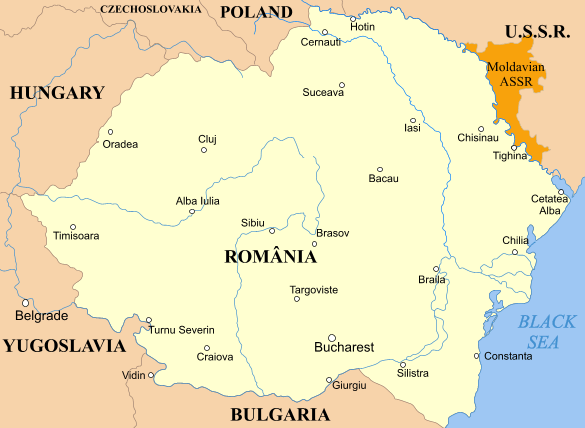
A Grande Romênia (1918 - 1940)

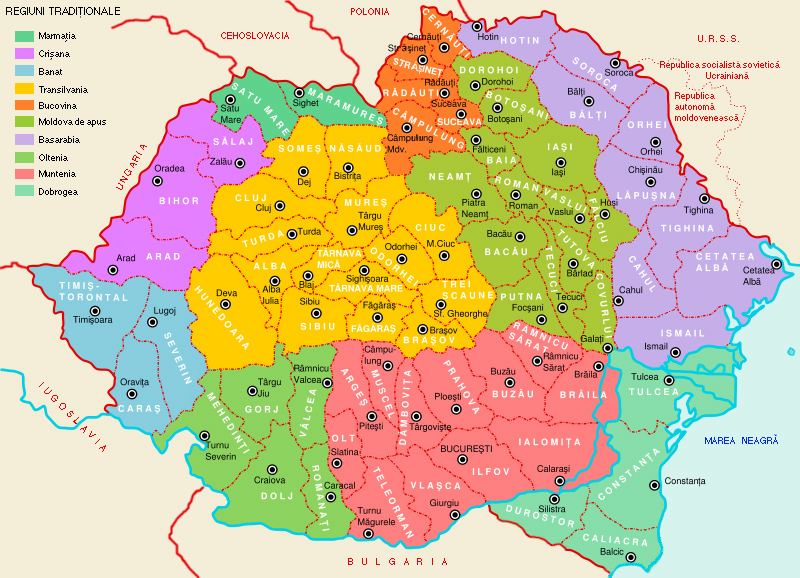
Regiões históricas da Romênia

Romênia Maior ou Grande Romênia (em romeno, România Mare) é um termo usado geralmente para fazer referência ao território do Reino da Romênia no período entreguerras (1918 a 1940), sendo a maior extensão geográfica atingida pelo país até então.   
Atualmente é um conceito da geopolítica e do nacionalismo romeno que designa um futuro Estado romeno que incluiria todas as regiões de fala romena. Neste conceito, estariam incluídas a Transilvânia, a Valáquia, a Dobruja (estas três que já compõem a República da Romênia desde 1947), mais a Moldávia, a Bessarábia e a Bucovina, sobrepostas à antiga província romana da Dácia. Atualmente, a região romenófona está dispersa entre a Romênia propriamente dita, mais a república ex-soviética da Moldávia e ainda minorias étnicas encontradas na Ucrânia e na Hungria.
O Banato, região outrora governada por romenos e hoje repartida entre Hungria, Romênia e Sérvia, é geralmente deixado de fora da ideia de Romênia Maior por não apresentar considerável população de origem etnolinguística romena. A "Romênia Maior" hoje é uma proposta defendida por partidos e movimentos nacionalistas na Romênia e na Moldávia, que buscam a unificação destes dois países.
O conceito é comparável a outras concepções semelhantes, como a Megali Idea grega, a Grande Hungria, a Grande Bulgária, a Grande Sérvia, bem como a Grande Albânia.